# Oberonia rimachila
Oberonia rimachila är en orkidéart som beskrevs av David Lloyd Jones och Mark Alwin Clements. Oberonia rimachila ingår i släktet Oberonia och familjen orkidéer.
Artens utbredningsområde är Queensland. Inga underarter finns listade i Catalogue of Life.